# Юлиан Аргентарий
Юлиан Аргентарий (лат. Iulianus Argentarius), византийский банкир (аргиропрат) VI века, на деньги которого были построены базилики Сан-Витале и Сант-Аполлинаре-ин-Классе в Равенне. Потраченная им сумма в 26 000 солидов на строительство базилики Сан-Витале является одной из крупнейших в царствование Юстиниана I. Вопрос о происхождении у него этой суммы, роли Юлиана и его коллег в экономике Равенны и Средиземноморья в целом, давно привлекает внимание историков.
Сведений о жизни Юлиана не сохранилось. Юлиан упоминается в нескольких надписях на греческом и латинском языках в построенной им церкви. Согласно одной из них, постройка церкви была совершена по указанию епископа Урсицина (533—536). Хронист IX века Агнелл Равеннский сообщает, что строительство началось после возвращения предшественника Урсицина, Экклезия, из Константинополя в 526 году. Этот же источник называет потраченную Юлианом сумму. Ни о каких занимаемых должностях надписи о Юлиане не сообщают и, в связи с этим, он вряд ли изображён среди фигур на фресках церкви.
Относительно происхождения весьма крупной суммы, пожертвованной Юлианом, существует теория, что он действовал по поручению императора Юстиниана, распределяя по его поручению деньги на строительство храмов в западной части империи. Однако, поскольку не известно о соответствующей этому пропагандистской риторике, эту теорию поддерживают не все исследователи. Масштаб средств, потраченных Юлианом, виден из сопоставления со стоимостью строительства построенных примерно в то же время храмов. Столичный собор Святой Софии стоил примерно в 40-50 раз дороже, чем базилика Сан-Витале, которая в свою очередь более богато украшена, чем Сант-Аполлинаре-ин-Классе. Однако источники также называют Юлиана жертвователем на не сохранившуюся церковь святого Михаила. Общая сумма затрат Юлиана не превышала 60 000 солидов, при этом исследователи обнаруживают признаки перерыва в строительстве базилик Сан-Витале и Сант-Аполлинаре-ин-Классе, что может указывать на прекращение финансирования. В предположении, что Юлиан тратил на строительство четверь своего дохода, получается оценка годового дохода в 10 000 солидов или 278 фунтов золота, что больше, чем известно для крупнейших торговцев Александрии того времени. Определение «аргентарий», не встречающееся на монограммах Юлиана, вероятно, означает его принадлежность к банкирам.